# Karin Oberhofer
Karin Oberhofer (* 3. November 1985 in Brixen, Südtirol) ist eine ehemalige italienische Biathletin. Sie startete von 2007 bis 2016 im Weltcup und nahm an zwei Olympischen Winterspielen sowie sechs Weltmeisterschaften teil. Bei diesen Titelkämpfen konnte sie eine olympische sowie drei WM-Bronzemedaillen gewinnen.

## Karriere
Die in Feldthurns lebende Südtirolerin Karin Oberhofer vom C.S. Esercito (Sportfördergruppe des Heeres) nahm 2005 in Kontiolahti und 2006 in Presque Isle an Juniorenweltmeisterschaften teil. 2006 erreichte sie mit Rang 13 im Einzel, 14 im Sprint und fünf mit der Staffel gute Platzierungen. Kurz darauf wurde sie bereits im Europacup eingesetzt und erreichte im Sprint in Ridnaun Rang 33. Im Einzel konnte sie bislang nie besser als Zehnte beim Sprint von Forni Avoltri im Jahr 2007 werden. Ihre ersten Auftritte auf höchster Ebene hatte sie bei den Biathlon-Weltmeisterschaften 2007 in Antholz. Nach einem 75. Platz im Einzel konnte sie 47. im Sprint werden und sich überraschend für die Verfolgung (46.) qualifizieren. Zum Finale der WM lief sie als Schlussläuferin in der italienischen Staffel. Als die Dritte der Staffel, Roberta Fiandino, auf sie wechselte, lag die Staffel noch in Medaillennähe. Trotz einer guten Leistung Oberhofers konnte sie dieses Niveau nicht gegen die starken Schlussläuferinnen der Spitzennationen halten. Dennoch erreichte die italienische Staffel am Ende einen guten Achten Platz. Das Großereignis des Jahres 2008 wurden die Biathlon-Europameisterschaften in Nové Město na Moravě, bei denen die Italienerin 33. des Einzels, 44. des Sprints und 41. der Verfolgung wurde. Die ersten Weltcup-Punkte gewann Karin Oberhofer in der Saison 2009/10 bei einem Sprintrennen in Pokljuka, als sie den 29. Platz belegte. Bei einem Sprint in Antholz konnte sie ihr bestes Resultat noch in derselben Saison auf Rang 18 verbessern. Sie nahm an den Olympischen Winterspielen 2010 teil. Ihr bestes Resultat war der 47. Platz im Sprint, in der Verfolgung wurde sie 53. Mit der Staffel wurde sie Elfte.
2011 wurde Oberhofer bei drei internationalen Meisterschaften eingesetzt. Zunächst bei den Biathlon-Europameisterschaften 2011 in Ridnaun, wo sie mit Dorothea Wierer, Roberta Fiandino und Michela Andreola als Schlussläuferin überraschend die Silbermedaille im Staffelrennen gewann. Im Sprint verpasste sie als Viertplatzierte einen weiteren Medaillengewinn nur knapp. Rang elf in der Verfolgung und Platz zehn im Einzel komplettierten eine gute Meisterschaft. Die Biathlon-Weltmeisterschaften 2011 in Chanty-Mansijsk brachten mit Rang 15 im Einzel nicht nur das beste Einzelresultat bei Weltmeisterschaften, sondern auch das beste Ergebnis im Weltcup. Mit vier Ergebnissen in den Punkterängen wurde Oberhofer wie schon in der Vorsaison 56. des Gesamtweltcups. Beim WM-Sprint wurde sie 49. Mit Michela Ponza, Katja Haller und Dorothea Wierer verpasste sie im Staffelrennen zudem als Viertplatzierte nur um einen Platz eine Medaille. Im weiteren Jahresverlauf startete sie bei den Sommerbiathlon-Europameisterschaften 2011 in Martell und wurde 13. des Sprints und mit Alexia Runggaldier, Dominik Windisch und Rudy Zini Sechste im Mixed-Staffelrennen. Ihren bislang größten Erfolg feierte sie bei den Biathlon-Weltmeisterschaften 2013 in Nové Město. Dort gewann sie als Schlussläuferin mit der italienischen Staffel an der Seite von Wierer, Nicole Gontier und Ponza überraschend Bronze und damit die erste Medaille für eine italienische Frauenstaffel bei Biathlon-Weltmeisterschaften. 2015 wiederholte sie mit der Staffel diesen Erfolg und gewann im Massenstart ebenfalls die Bronzemedaille.
Im Mai 2018 beendete Oberhofer ihre Karriere als aktive Leistungssportlerin. Sie wolle mehr Zeit mit ihrer Familie und vor allem mit ihrem zu diesem Zeitpunkt zehn Monate alten Sohn verbringen.

## Statistiken

### Weltcup

#### Weltcupsiege
| Nr. | Datum         | Ort        | Disziplin |
| --- | ------------- | ---------- | --------- |
| 1.  | 13. Nov. 2015 | Hochfilzen | Staffel 1 |

#### Weltcupplatzierungen
Die Tabelle zeigt alle Platzierungen (je nach Austragungsjahr einschließlich Olympische Spiele und Weltmeisterschaften).
- 1.–3. Platz: Anzahl der Podiumsplatzierungen
- Top 10: Anzahl der Platzierungen unter den ersten zehn (einschließlich Podium)
- Punkteränge: Anzahl der Platzierungen innerhalb der Punkteränge (einschließlich Podium und Top 10)
- Starts: Anzahl gelaufener Rennen in der jeweiligen Disziplin

| Platzierung          | Einzel | Sprint | Verfolgung | Massenstart | Staffel | Gesamt |
| -------------------- | ------ | ------ | ---------- | ----------- | ------- | ------ |
| 1. Platz             |        |        |            |             |         |        |
| 2. Platz             |        | 1      |            |             | 1       | 2      |
| 3. Platz             |        |        |            | 1           | 4       | 5      |
| Top 10               | 1      | 7      | 3          | 4           | 33      | 48     |
| Punkteränge          | 11     | 29     | 26         | 9           | 37      | 112    |
| Starts               | 18     | 52     | 33         | 9           | 37      | 149    |
| Stand: 22. März 2015 |        |        |            |             |         |        |

### Olympische Winterspiele
Ergebnisse bei Olympischen Winterspielen:
| Olympische Winterspiele | Olympische Winterspiele | Einzel | Sprint | Verfolgung | Massenstart | Staffel | Mixedstaffel |
| Jahr                    | Ort                     | Einzel | Sprint | Verfolgung | Massenstart | Staffel | Mixedstaffel |
| ----------------------- | ----------------------- | ------ | ------ | ---------- | ----------- | ------- | ------------ |
| 2010                    | Vancouver               | 74.    | 46.    | 52.        | –           | 10.     |              |
| 2014                    | Sotschi                 | 14.    | 4.     | 8.         | 13.         | 6.      | 3.           |

### Weltmeisterschaften
Ergebnisse bei Weltmeisterschaften:
| Weltmeisterschaften | Weltmeisterschaften        | Einzel | Sprint | Verfolgung | Massenstart | Staffel | Mixedstaffel |
| Jahr                | Ort                        | Einzel | Sprint | Verfolgung | Massenstart | Staffel | Mixedstaffel |
| ------------------- | -------------------------- | ------ | ------ | ---------- | ----------- | ------- | ------------ |
| 2007                | Antholz                    | 75.    | 47.    | 46.        | –           | 8.      | –            |
| 2010                | Chanty-Mansijsk (Mixed-WM) |        |        |            |             |         | 8.           |
| 2011                | Chanty-Mansijsk            | 15.    | 48.    | DNS        | –           | 4.      | –            |
| 2013                | Nové Město                 | 29.    | 29.    | 26.        | 20.         | 3.      | 4.           |
| 2015                | Kontiolahti                | 17.    | 29.    | 39.        | 3.          | 3.      | 7.           |
| 2016                | Oslo                       | 26.    | 36.    | 31.        | –           | 7.      | 8.           |

### Juniorenweltmeisterschaften
Ergebnisse bei Juniorenweltmeisterschaften:
| Weltmeisterschaften | Weltmeisterschaften | Einzel | Sprint | Verfolgung | Staffel |
| Jahr                | Ort                 | Einzel | Sprint | Verfolgung | Staffel |
| ------------------- | ------------------- | ------ | ------ | ---------- | ------- |
| 2005                | Kontiolahti         | 26.    | 31.    | 40.        | 14.     |
| 2006                | Presque Isle        | 13.    | 14.    | 25.        | 5.      |